# Kosmos 108
Kosmos 108 – radziecki satelita badawczy typu DS-U1-G, będący częścią programu Dniepropetrowsk Sputnik (DS). Służył do badania interakcji pomiędzy aktywnością słoneczną a górnymi warstwami ziemskiej atmosfery. Satelita został zbudowany przez zakłady KB Jużnoje. Został wyniesiony na niską orbitę okołoziemską przez rakietę nośną Kosmos 63S1 startującą z kosmodromu Kapustin Jar 11 lutego 1966 roku. Po znalezieniu się na orbicie otrzymał oznaczenie COSPAR 1966-011A. Satelita zakończył swoją misję 26 lutego 1966 roku i spłonął w górnych warstwach atmosfery 21 listopada tego samego roku.